# Mictlantecuhtli
Dans la mythologie aztèque, Mictlantecuhtli est le dieu de la mort. Son nom signifie « seigneur du Mictlan », le domaine de la mort, le lieu le plus bas de l'inframonde. Selon un des mythes de la création du monde, c'est là que Tezcatlipoca et Quetzalcóatl l'ont enfermé en mettant en ordre les éléments. Comme principal dieu de la mort, le culte de Mictlantecuhtli était particulièrement important et impliquait des sacrifices humains et des actes de cannibalisme.

## Terminologie
Mictlantecuhtli est aussi appelé « Tzontemoc » (du nahuatl « tzontli » (cheveux) et de « temoc » (descendre)). Dans le commentaire du Codex Vaticanus A, l'expression est traduite par « celui qui descend du ciel avec la tête en bas ». Cette appellation serait liée au fait que Mictlantecuhtli faisait partie des divinités expulsées de Tamoanchan et se serait enfoncé dans la terre la tête la première.

## Représentation
Sa représentation typique est un squelette couvert de taches jaunes et rouges représentant des restes de chair. Bien que sa tête soit un crâne, il a une langue, des gencives et des yeux. Sa gueule est toujours béante, prête à avaler les étoiles qui se couchent pendant la journée, et les hommes qui viennent à mourir. Il a également des oreilles, ornées de pendants en restes humains (des mains ou des os). Il est souvent dépeint avec un grand plumail et des sandales, signes de son rang de seigneur des enfers. 

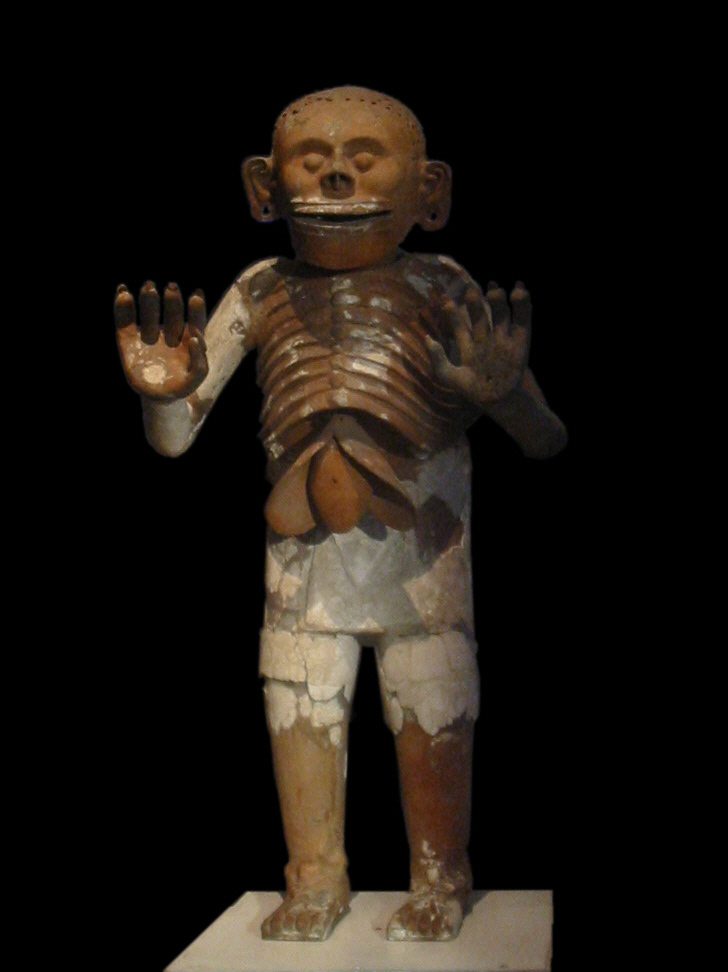
Statue de Mictlantecuhtli (Musée du Templo Mayor, Mexico).

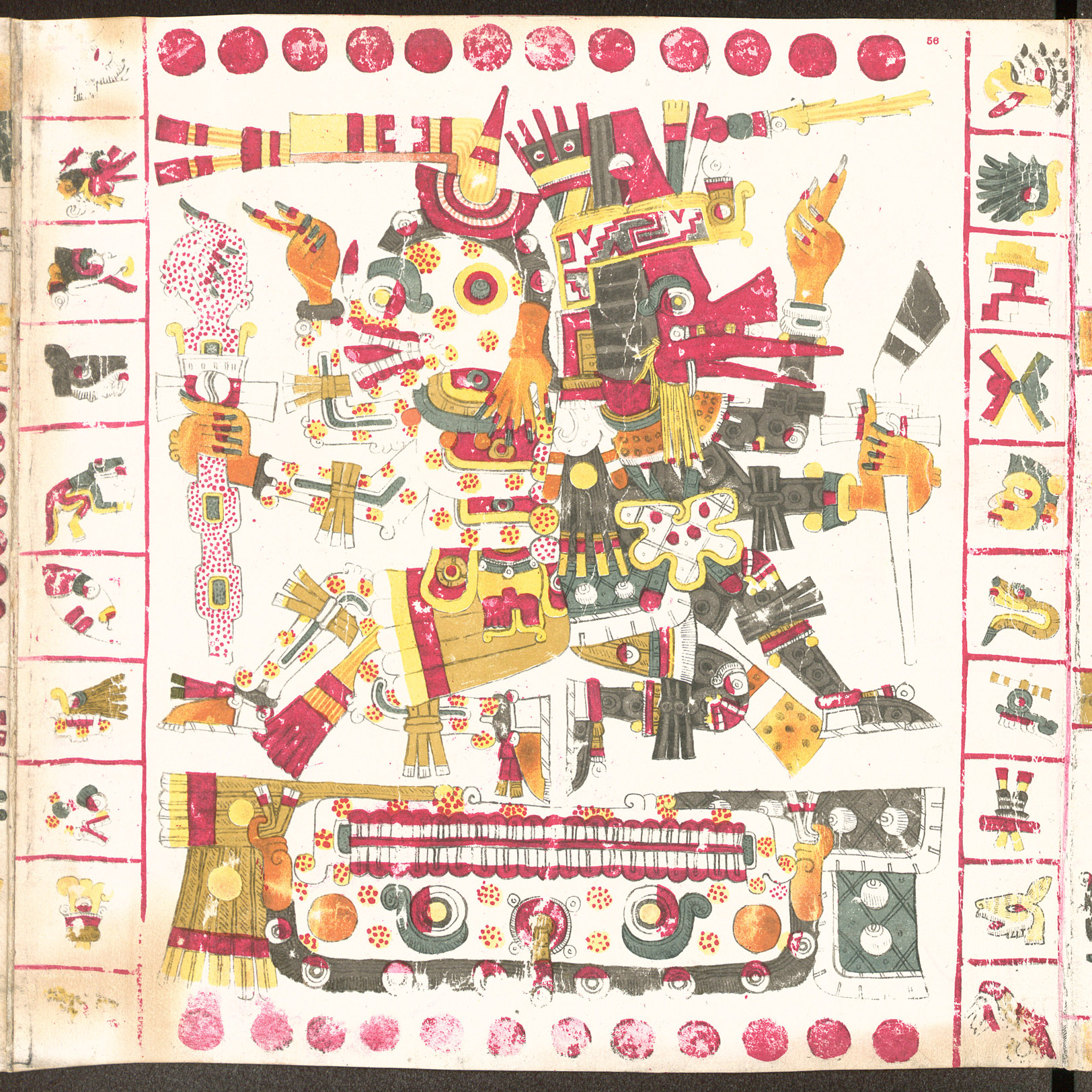
Mictlantecuhtli, représenté à gauche avec la bouche grande ouverte pour avaler ceux qui ne sont pas morts en héros. À son opposé, se trouve Quetzalcóatl le dieu créateur de l'Humanité, à droite. Chez les Aztèques, les dieux de la vie et de la mort sont des jumeaux indissociables (Codex Borgia p. 56).

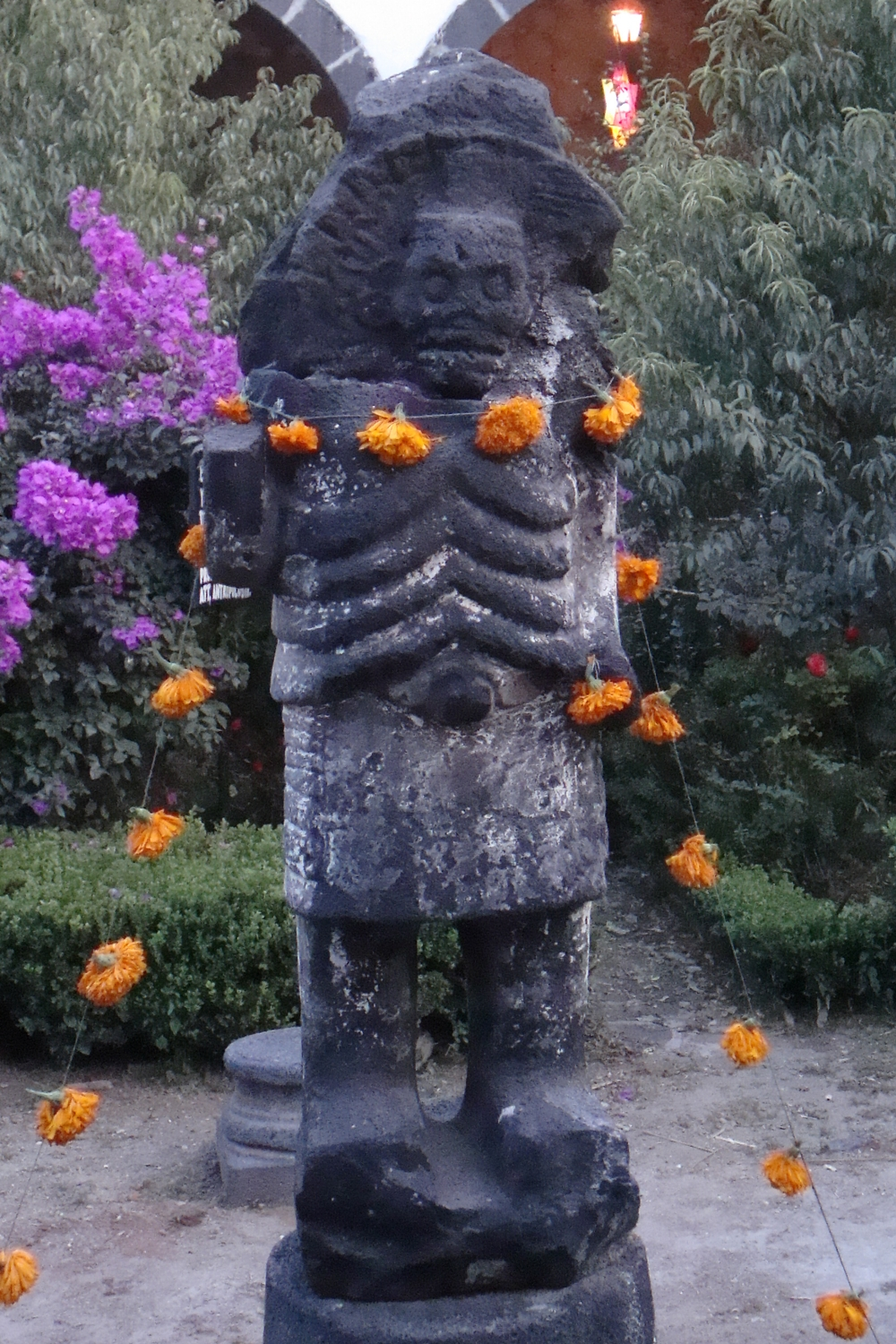
Effigie en pierre de Mictlantecuhtli (cour de l'ancien couvent de San Andrés Apóstol de Míxquic, Mexico).
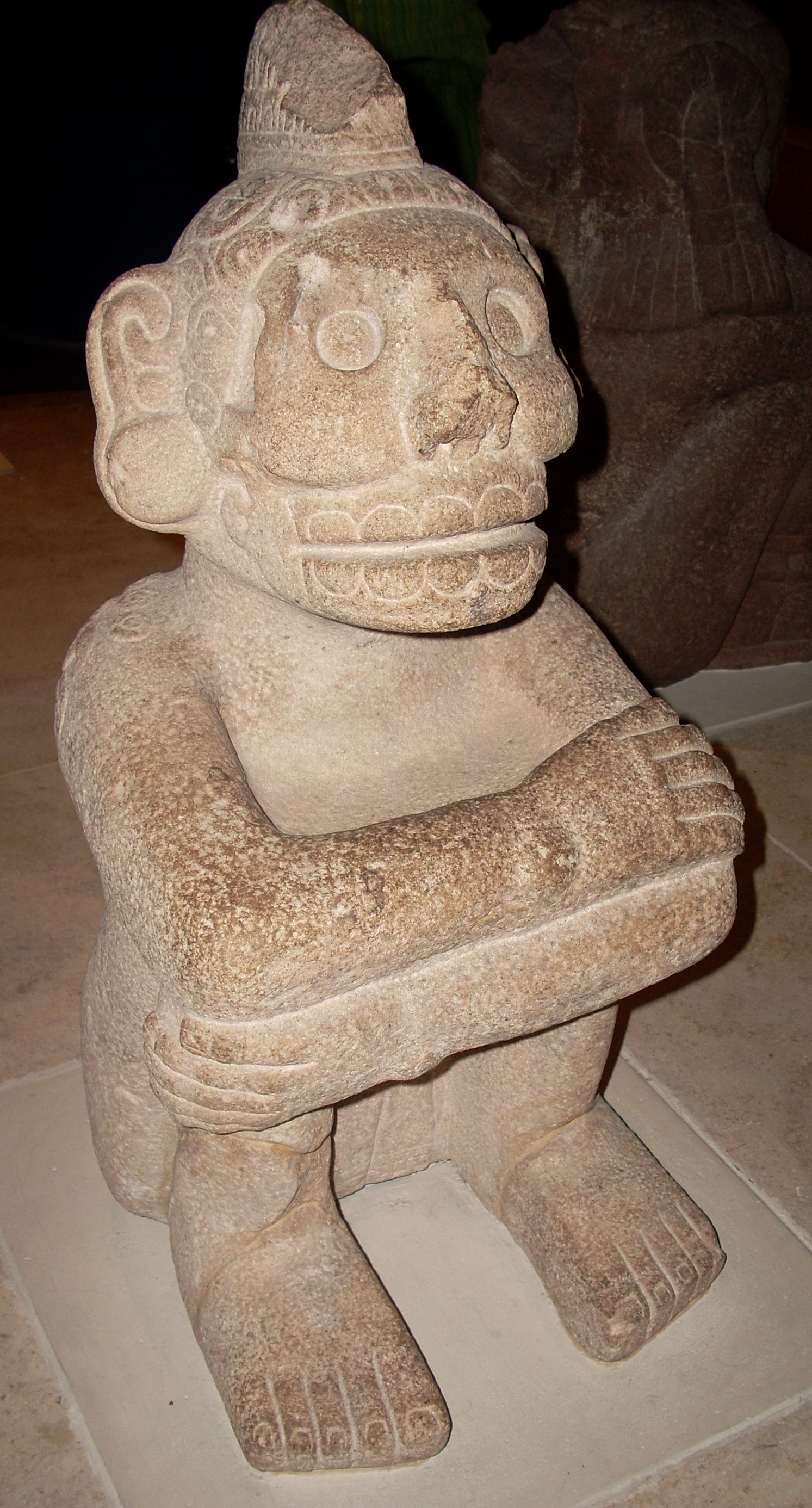
Statuette de Mictlantecuhtli (British Museum, Londres).
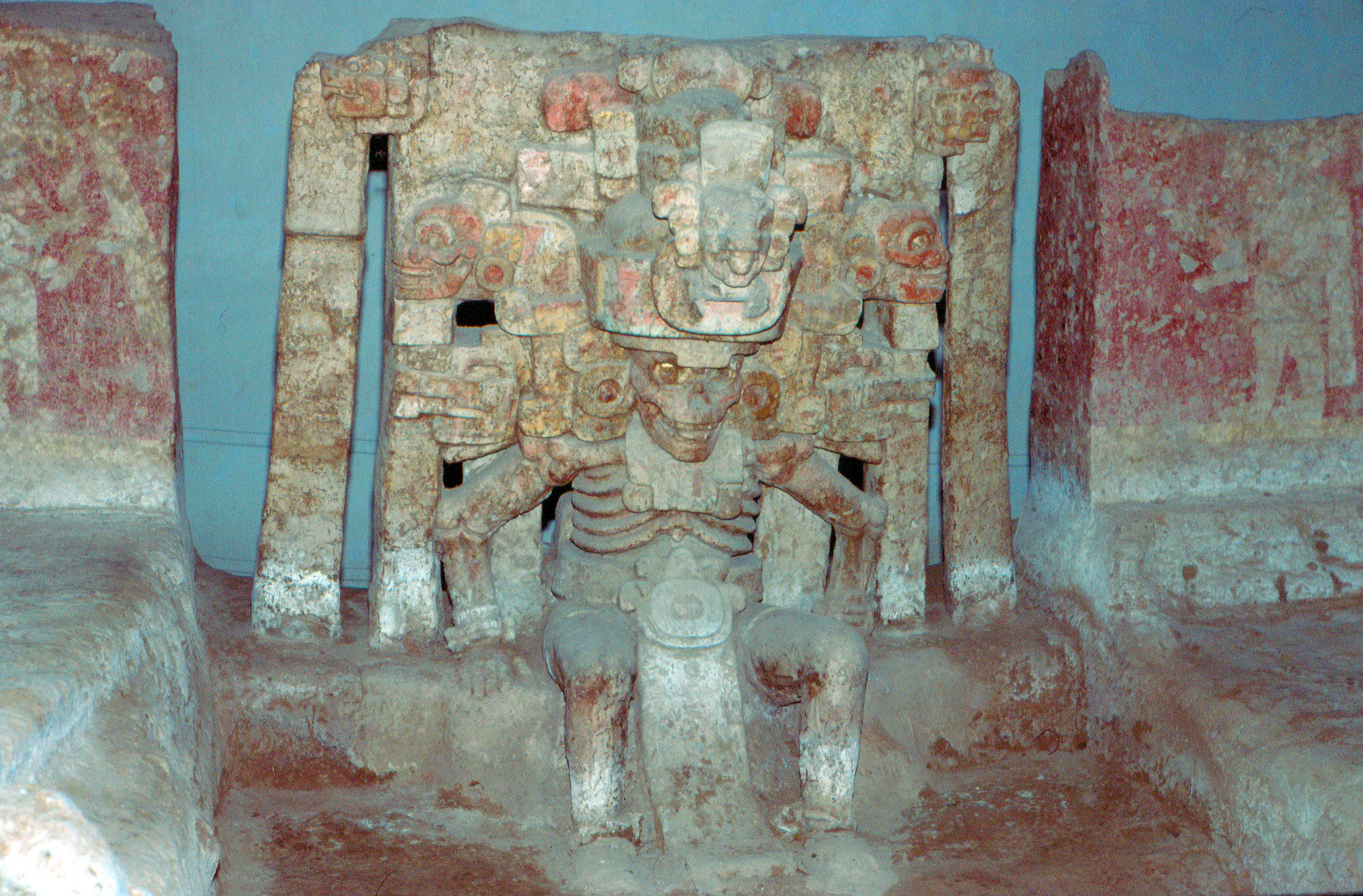
Statue de Mictlantecuhtli (El Zapotal, État de Veracruz, Mexique).

## Mictlantecuhtli dans le calendrier divinatoire

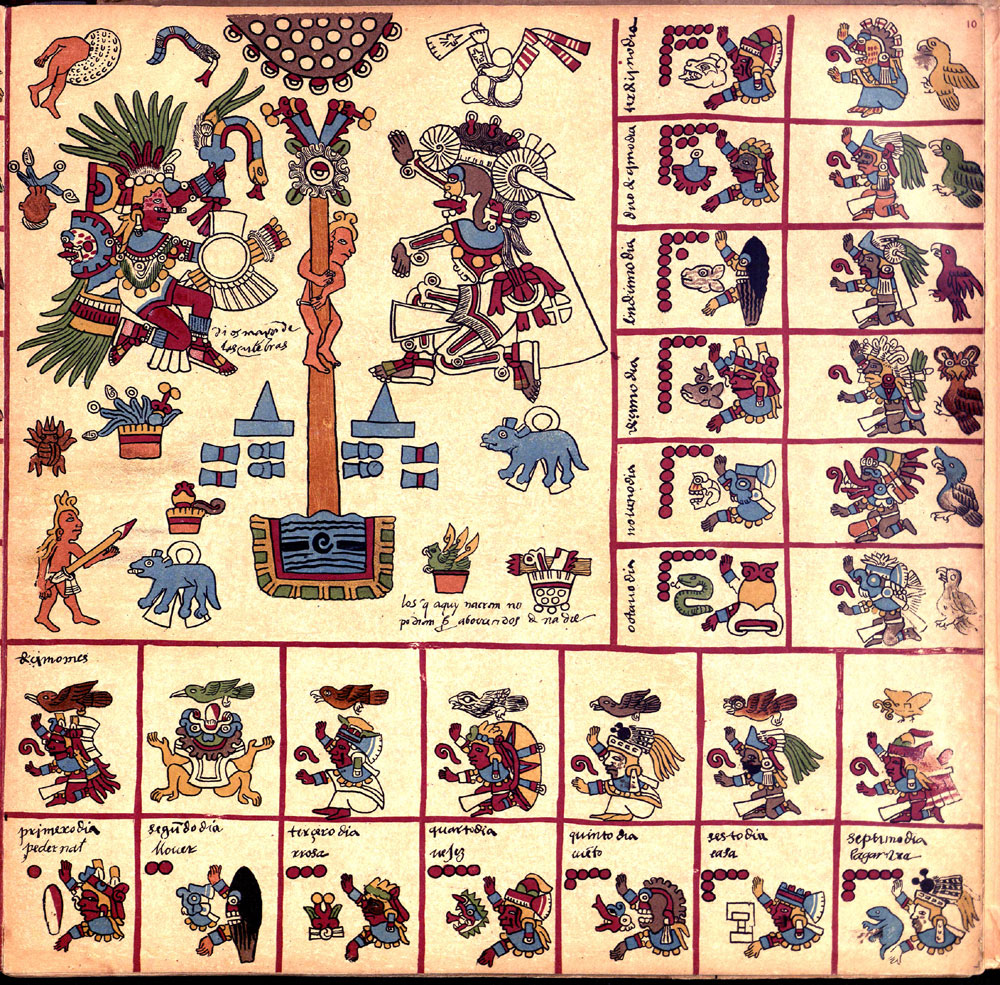
Tonatiuh (à gauche) et Mictlantecuhtli (à droite présidant la dixième treizaine dans le Codex Borbonicus.

Dans le calendrier divinatoire aztèque (tonalpohualli en nahuatl), Mictlantecuhtli préside au jour « chien », à la partie nocturne du cinquième jour et à la partie diurne du sixième jour, pour laquelle il est associé à la chouette. Il préside en outre à la dixième treizaine avec Tonatiuh.

## Mictlantecuhtli dans le mythe de la création des hommes
Mictlantecuhtli est un des protagonistes du mythe de la création des hommes, tel que rapporté de façon fort détaillée dans La Leyenda de los Soles qui fait partie du Codex Chimalpopoca.
Les dieux s'étant concertés, ils décidèrent d'envoyer Quetzalcóatl au Mictlan récupérer les os des humains des créations précédentes. Quetzalcoatl se présenta devant Mictlantecuhtli et lui demanda les « os précieux » pour « faire avec eux ceux qui habiteront sur la terre ». Mictlantecuhtli acquiesça à condition que Quetzalcoatl se soumette à une épreuve : il devait souffler dans une conque sans trous. Quetzalcoatl fit appel à des vers qui percèrent des trous dans la conque et à des abeilles qui la firent sonner. Mictlantecuhtli dit à Quetzalcoatl de prendre les os puis se ravisa. Quetzalcoatl s'étant enfui, Mictlantecuhtli ordonna à ses serviteurs d'aller creuser un trou dans lequel Quetzalcoatl tomba. Les os se brisèrent, mais Quetzalcoatl les ramassa et les ramena à Tamoanchan, où ils furent moulus. Quetzalcoatl fit ensuite couler sur eux le sang de son sexe. Les autres dieux présents firent de même et de cette « pénitence » naquirent les « serviteurs des dieux », c'est-à-dire l'Humanité actuelle.
Le même mythe est raconté de manière plus succincte dans l'Histoyre du Mechique d'André Thévet. Dans cette version, Mictlantecuhtli ne donne à Quetzalcoatl qu'un « os de la largeur d'une aune » qui était « la chose à laquelle il tenait plus qu'à tout ». Il le regrette aussitôt et poursuit Quetzalcoatl. Au cours de la poursuite, l'os se brise, ce qui explique selon le manuscrit que les hommes actuels soient plus petits que les géants de la première création.

## Dans l'art et la culture populaire

### Littérature
- Mictantecuhtli a inspiré l'écrivain d'épouvante Graham Masterton dans la création du livre Le Démon des morts (The pariah, 1983) parlant de la résurrection de ce dieu à notre époque.

### Jeu vidéo
Dans la série de jeu vidéo Bayonetta, Mictlantecuhtli apparait comme démon allié du personnage principal. ll prend la forme d'une immense chauve-souris à quatre ailes vivant sur le plateau de Teotihuacan.